# Cricotopus metatibialis
Cricotopus metatibialis är en tvåvingeart som beskrevs av Tokunaga 1936. Cricotopus metatibialis ingår i släktet Cricotopus och familjen fjädermyggor. Inga underarter finns listade i Catalogue of Life.